# Méricourt (Pas de Calais)
Méricourt és un municipi francès situat al departament del Pas de Calais i a la regió dels Alts de França. L'any 2007 tenia 12.087 habitants.

## Demografia

### Població
El 2007 la població de fet de Méricourt era de 12.087 persones. Hi havia 4.571 famílies de les quals 1.153 eren unipersonals (395 homes vivint sols i 758 dones vivint soles), 1.200 parelles sense fills, 1.612 parelles amb fills i 606 famílies monoparentals amb fills.
La població ha evolucionat segons el següent gràfic:
Habitants censats

### Habitatges
El 2007 hi havia 4.827 habitatges, 4.675 eren l'habitatge principal de la família, 11 eren segones residències i 140 estaven desocupats. 4.066 eren cases i 676 eren apartaments. Dels 4.675 habitatges principals, 2.095 estaven ocupats pels seus propietaris, 2.370 estaven llogats i ocupats pels llogaters i 210 estaven cedits a títol gratuït; 68 tenien una cambra, 322 en tenien dues, 656 en tenien tres, 1.415 en tenien quatre i 2.214 en tenien cinc o més. 3.152 habitatges disposaven pel capbaix d'una plaça de pàrquing. A 2.354 habitatges hi havia un automòbil i a 1.234 n'hi havia dos o més.

### Piràmide de població
La piràmide de població per edats i sexe el 2009 era:
| Homes | Edats   | Dones |
| ----- | ------- | ----- |
| 4     | 95 o +  | 0     |
| 8     | 90 a 94 | 36    |
| 20    | 85 a 89 | 92    |
| 16    | 80 a 84 | 80    |
| 128   | 75 a 79 | 232   |
| 264   | 70 a 74 | 324   |
| 272   | 65 a 69 | 412   |
| 224   | 60 a 64 | 312   |
| 192   | 55 a 59 | 212   |
| 340   | 50 a 54 | 420   |
| 392   | 45 a 49 | 420   |
| 448   | 40 a 44 | 436   |
| 416   | 35 a 39 | 444   |
| 372   | 30 a 34 | 392   |
| 384   | 25 a 29 | 400   |
| 352   | 20 a 24 | 396   |
| 472   | 15 a 19 | 440   |
| 488   | 10 a 14 | 488   |
| 384   | 5 a 9   | 376   |
| 280   | 0 a 4   | 304   |

## Economia
El 2007 la població en edat de treballar era de 7.627 persones, 4.752 eren actives i 2.875 eren inactives. De les 4.752 persones actives 3.853 estaven ocupades (2.245 homes i 1.608 dones) i 900 estaven aturades (475 homes i 425 dones). De les 2.875 persones inactives 635 estaven jubilades, 907 estaven estudiant i 1.333 estaven classificades com a «altres inactius».

### Ingressos
El 2009 a Méricourt hi havia 4.597 unitats fiscals que integraven 11.982 persones, la mediana anual d'ingressos fiscals per persona era de 13.191,5 €.

### Activitats econòmiques
Dels 210 establiments que hi havia el 2007, 6 eren d'empreses alimentàries, 1 d'una empresa de fabricació d'elements pel transport, 6 d'empreses de fabricació d'altres productes industrials, 20 d'empreses de construcció, 58 d'empreses de comerç i reparació d'automòbils, 9 d'empreses de transport, 9 d'empreses d'hostatgeria i restauració, 3 d'empreses d'informació i comunicació, 6 d'empreses financeres, 10 d'empreses immobiliàries, 11 d'empreses de serveis, 49 d'entitats de l'administració pública i 22 d'empreses classificades com a «altres activitats de serveis».
Dels 47 establiments de servei als particulars que hi havia el 2009, 1 era una oficina de correu, 2 oficines bancàries, 2 funeràries, 7 tallers de reparació d'automòbils i de material agrícola, 4 autoescoles, 2 paletes, 3 guixaires pintors, 1 fusteria, 3 lampisteries, 2 electricistes, 3 empreses de construcció, 8 perruqueries, 5 restaurants, 2 agències immobiliàries i 2 salons de bellesa.
Dels 19 establiments comercials que hi havia el 2009, 2 eren supermercats, 4 botiges de menys de 120 m², 5 fleques, 2 carnisseries, 2 llibreries, 1 una sabateria, 1 una botiga de material de revestiment de parets i terra i 2 floristeries.
L'any 2000 a Méricourt hi havia 6 explotacions agrícoles.

## Equipaments sanitaris i escolars
El 2009 hi havia 5 farmàcies i 1 ambulància.
El 2009 hi havia 5 escoles maternals i 5 escoles elementals. Méricourt disposava d'un col·legi d'educació secundària amb 646 alumnes.

## Poblacions més properes
El següent diagrama mostra les poblacions més properes.